# أمبرتو كالكانيو
أمبرتو كالكانيو (بالإيطالية: Umberto Calcagno)‏ (ولد في 6 سبتمبر 1970 في كيافاري) هو لاعب كرة قدم إيطالي محترف سابق لعب كلاعب خط وسط. لعب في الدوري الإيطالي مع سامبدوريا.